# Pogonomys
Pogonomys é um género de roedor da família Muridae.

## Espécies
- Pogonomys championi Flannery, 1988
- Pogonomys fergussoniensis Laurie, 1952
- Pogonomys loriae Thomas, 1897
- Pogonomys macrourus (Milne-Edwards, 1877)
- Pogonomys mollipilosus Peters & Doria, 1881
- Pogonomys sylvestris Thomas, 1920